# 格拉科·德纳尔多
格拉科·德纳尔多（義大利語：Gracco De Nardo，1893年9月24日—1984年4月22日），意大利男子足球运动员，司职后卫。他曾代表意大利国奥队参加1920年夏季奥林匹克运动会足球比赛，获得第四名。